# آزادی سیاسی
آزادی‌های سیاسی؛ این آزادی‌ها به افراد یک جامعه اجازه می‌دهند تا نوع حکومت دلخواه و نمایندگان خود را برای شرکت در مجلس یا مجالس قانون‌گذاری آزادانه انتخاب کنند. آزادی‌های سیاسی سبب می‌شوند که مردم بتوانند آزادانه از سیاست‌های دولت انتقاد کنند، انجمن‌ها، سازمان‌ها و احزاب سیاسی تشکیل دهند یا به آن‌ها بپیوندند. به یاری این آزادی‌هاست که همهٔ افراد یک جامعه می‌توانند در حکومت مشارکت داشته باشند.

## انواع آزادی
برخی از آزادی‌های شناخته شده به شرح زیر است:
- آزادی مذهب
- آزادی پوشش
- آزادی اقتصادی
- آزادی رای و انتخابات آزاد و دمکراتیک
- آزادی‌های اجتماعی
- آزادی جنسی (از جمله آزادی در عشق به همجنس)
- آزادی سیاسی
- آزادی آموزشی و حق ادامه تحصیلات
- آزادی‌های مدنی
- آزادی بیان
- آزادی مطبوعات
- آزادی انتقاد کردن از قدرت
- آزادی اعتراض کردن
- آزادی مقاومت (از جمله در برابر اشغال نظامی، استعمار و امپریالیسم)
- آزادی در تولید هنر